# Sainte-Marie-de-Gosse
 Sainte-Marie-de-Gosse  (en occitano Senta Maria de Gòssa) es una población y comuna francesa, situada en la región de Aquitania, departamento de Landas, en el distrito de Dax y cantón de Saint-Vincent-de-Tyrosse.

## Demografía
| 854 | 821 | 765 | 729 | 815 | 878 |
| Para los censos de 1962 a 1999 la población legal corresponde a la población sin duplicidades (Fuente: INSEE [Consultar]) |     |     |     |     |     |